# Comuna de Wojciechów
Wojciechów (polaco: Gmina Wojciechów) é uma gminy (comuna) na Polónia, na voivodia de Lublin e no condado de Lubelski. A sede do condado é a cidade de Wojciechów.
De acordo com os censos de 2004, a comuna tem 5878 habitantes, com uma densidade 72,6 hab/km².

## Área
Estende-se por uma área de 80,92 km², incluindo:
- área agrícola: 88%
- área florestal: 6%

## Demografia
Dados de 30 de Junho 2004:
|                      | Total   | Total | Mulheres | Mulheres | Homens  | Homens |
| -------------------- | ------- | ----- | -------- | -------- | ------- | ------ |
|                      | pessoas | %     | pessoas  | %        | pessoas | %      |
| População            | 5878    | 100   | 2999     | 51       | 2879    | 49     |
| Densidade (pop./km²) | 72,6    | 100   | 37,1     | 37,1     | 35,6    | 35,6   |

De acordo com dados de 2002, o rendimento médio per capita ascendia a 1187,33 zł.

## Subdivisões
1. Nowy Gaj
2. Stary Gaj
3. Góra
4. Ignaców
5. Halinówka
6. Łubki
7. Łubki-Kolonia
8. Łubki-Szlachta
9. Maszki
10. Maszki k. Wojciechowa
11. Miłocin
12. Palikije I
13. Palikije Drugie
14. Stasin
15. Sporniak
16. Szczuczki
17. Szczuczki VI Kolonia
18. Wojciechów cz. I
19. Wojciechów-Kolonia Pierwsza
20. Wojciechów-Kolonia Piąta

## Comunas vizinhas
- Bełżyce, Jastków, Konopnica, Nałęczów, Poniatowa, Wąwolnica